# Alessandro Magini
Alessandro Magini (Vernio, 1955) è un musicista, compositore e musicologo italiano.

## Biografia
Dopo gli studi musicali (composizione, organo, pianoforte) e universitari, si è dedicato alla composizione operando in particolare nel rapporto musica-teatro-letteratura-nuove tecnologie.
Presente in rassegne concertistiche, festival internazionali di musica contemporanea, programmazioni artistiche e attività di ricerca, collabora con musicisti,, registi, scrittori, istituzioni culturali di vario genere.
Come coordinatore artistico e didattico del Centro Magnolfinuovo (2002-2009), ha riunito in progetti multidisciplinari, musicisti e compositori di diversa provenienza e formazione, nella prospettiva di una ‘Camerata Musicale Contemporanea’ dedicata al pensiero compositivo moderno.
In ambito musicologico si occupa del teatro musicale del Seicento e del Novecento.
Nel 2001 ritrova sette lettere cinqucentesche inedite di Giorgio Vasari, pubblicate in Giorgio Vasari: lettere inedite a Leonardo Marinozzi.
Ha fondato e presiede l'Accademia de' Bardi ed è titolare de L'Organo Traeri nell'Oratorio Bardi a Vernio (strumento storico del 1699). È stato membro della giunta esecutiva del Comitato Nazionale per le Celebrazioni del IV Centenario della Nascita dell'Opera (2000).
Svolge attività come organista e al pianoforte nel repertorio liederistico. Insegna musicologia e drammaturgia musicale all'Accademia nazionale d'arte drammatica "Silvio D'Amico" di Roma.
È membro dell'Accademia del Cinema Italiano per l'assegnazione del Premio David di Donatello.
Fa parte del Consiglio Direttivo di Tempo Reale fondato da Luciano Berio.

## Composizioni

### Musica per orchestra
- Picatrix (orchestra)
- Ahnungen (orchestra da camera)
- Dommayer (orchestra da camera)
- A Trilogy (orchestra d'archi e mezzosoprano)

### Musica da camera (strumentale)
- Evoè (flauto, clarinetto, violino, violoncello, pianoforte)
- Oracles (violino, clarinetto, violoncello, percussioni)
- Trio I (violino, clarinetto, pianoforte)
- Trio II Moys (violoncello, clarinetto, pianoforte)
- Un dí vagando - Ricercare (chitarra, fisarmonica)
- 1699 (organo, fisarmonica)
- Letture (violoncello, fisarmonica, percussioni)
- Suite di Medagnone (flauti, cromorno, fisarmonica)
- 1551 (mandolino, fisarmonica)
- Otto (pianoforte, fisarmonica)
- Octosax (pianoforte, alto sax)
- Terriculum (pianoforte, sax baritono)

### Musica da camera (voce e strumenti)
- Le ombre delle idee (mezzosoprano, pianoforte, violino, violoncello)
- Il filo d'Arianna (mezzosoprano, voce recitante, flauto, violino, violoncello, clavicembalo, pianoforte)
- Vertunno - Poesie in trio (mezzosoprano, arpa, violoncello)
- La torre barbara (baritono, mezzosoprano, voce recitante, pianoforte, violino, violonccello, flauto, clarinetto basso)
- In viaggio con Dino Campana (voce recitante, mezzosoprano, violoncello, fisarmonica)
- Mondschatten (mezzosoprano, pianoforte, glockenspiel, violino, violoncello, flauto)
- Die unheilbare Melancholie des Steines (baritono, pianoforte, clarinetto basso, violino, violoncello)
- Un bellissimo silenzio (voce recitante, chitarra, violoncello, testi di Sergio Givone)
- Le storie di San Silvestro - Una sacra rappresentazione (mezzosoprano, voce recitante, due fisarmoniche)
- Naviglio fantasma (baritono, oboe, fisarmonica)

### Musica per coro
- Gli occhi sereni e le stellanti ciglia (coro misto a cappella)
- Le voci di Brecht (coro misto, voce reicitante, fisarmonica, clarinetto)
- Per nome (sei voci femminili, pianoforte)

### Musica per voce e pianoforte
- Marinesque (contralto, pianoforte)
- A Trilogy (versione per mezzosoprano e pianoforte)

### Musica per strumenti solisti
- Cinque (pianoforte)
- Toccata (fisarmonica da concerto)
- Jasa (chitarra)
- Quarantatré (chitarra)
- 1.9.2.7. (arpa doppia)
- Memoralia-Suite (arpa pedali)
- Octosonans (piano solo)

### Musiche di scena
- Il lettore a ore (regia J. S. Sinisterra)
- L'Angelo nero (regia M. Bartoli)
- Il drago a sette teste (regia M. Bartoli)
- Suite dell'Arpia (regia A. Monaco)
- I miti della notte: La luna, Il Sogno, Il Dubbio (regia M. Bartoli)
- Buzzati al telefono (drammaturgia A. Monaco)
- Malte (drammaturgia A. Monaco)
- Spiegeltent-I segreti del Magnolfi (testo Cinzia Tani, regia G. Papotto)

Ha pubblicato con:
- Ed. Musicali Bérben (Ancona)
- Ed. Musicali EMA Vinci (Firenze) Partiture in formato digitale

## Discografia
- Alessandro Magini – Musica da Camera - 3 CD monografici, EMA Records 2010
- Traeri 1699. L'organo dell'Oratorio Bardi di Vernio (Alessandro Magini, organo) - CD, EMA Records 2011

## Multimedia
- La nascita dell'Opera. Da Firenze nel mondo, CD-Rom, Ed. Comitato Nazionale per le celebrazioni del IV Centenario della Nascita dell'Opera, Firenze 2002, distribuzione rivista Amadeus, 2002. (A. Magini realizzazione voci: Claudio Monteverdi, Francesco Cavalli, Antonio Cesti, Francesca Caccini, Camerata de' Bardi, Teatro Pubblico).